# Осокорская
Осокорская- деревня в Котласском районе Архангельской области. Часть бывшего села Вотлажма. Входит в состав муниципального образования (сельского поселения) «Черемушское».

## Этимология названия
Название деревни происходит от славянского имени Аксён и означает "растущий".

## География
Деревня находится в пойме Северной Двины неподалёку от Вотлажемской Курьи[уточнить]. Вблизи расположена деревня Песчаница.

## Население
| 2002 | 2010 | 2012 |
| ---- | ---- | ---- |
| 36   | ↗37  | →37  |

## Примечание
1. 1 2  Паспорт муниципального образования Котласский муниципальный район
2. ↑  [www.g151.ru/content/maps/disk11/P-38%20%20%2072%20л%20%20(РФ%20(КОТЛАС))/P38-105,106%20%20%20КОТЛАС%20%20(аэрогеодези%20%2095-2000.jpg Топографическая карта P38-105,106] (недоступная ссылка)
3. ↑  Всероссийская перепись населения 2002 года
4. ↑  Всероссийская перепись населения 2010 года. Численность по муниципальным образованиям и населенным пунктам Архангельской области